# Robert Firmhofer
Robert Wojciech Firmhofer (ur. 13 sierpnia 1964 w Warszawie) – polski historyk filozofii, dziennikarz, popularyzator nauki, współtwórca i dyrektor Centrum Nauki Kopernik w Warszawie.

## Życiorys
Ukończył studia z zakresu historii filozofii na Akademii Teologii Katolickiej w Warszawie. Był dziennikarzem Polskiego Radia, od 1994 do 2004 pełnił funkcję wicedyrektora Polskiego Radia Bis, następnie przez rok redaktora naczelnego redakcji popularyzacji wiedzy. W 1997 współtworzył projekt popularnonaukowy Piknik Naukowy Polskiego Radia, został przewodniczącym komitetu organizacyjnego tej imprezy, która stała się największą w Europie inicjatywą plenerową popularyzującą naukę.
W 2004 objął stanowisko pełnomocnika prezydenta m.st. Warszawy, odpowiadającego za realizację projektu Centrum Nauki Kopernik. Po powstaniu tej placówki został w 2006 jej dyrektorem. Kierowana przez niego instytucja przystąpiła do międzynarodowej inicjatywy ECSITE zrzeszającej europejskie muzea i centra naukowe, w Centrum Nauki Kopernik zorganizowano w 2011 międzynarodowy kongres tej organizacji. Robert Firmhofer został w tym samym roku wybrany na przewodniczącego ECSITE.
W 2008 wszedł w skład zarządu Europejskiego Stowarzyszenia Centrów i Muzeów Nauki (ECSITE), w latach 2011–2013 pełnił funkcję prezesa zarządu tej organizacji. Wszedł również w skład Rady Upowszechniania Nauki Polskiej Akademii Nauk, został sekretarzem Porozumienia Społeczeństwo i Nauka SPiN, ekspertem projektu Komisji Europejskiej „iCity – The Capital of Innovation Award” oraz członkiem jednego z komitetów Międzynarodowego Stowarzyszenia Planetariów.

## Odznaczenia i wyróżnienia
- Krzyż Oficerski Orderu Odrodzenia Polski (2012)[10][11]
- Medal Stulecia Odzyskanej Niepodległości (2022)[12]
- Srebrny Medal „Zasłużony dla Nauki Polskiej Sapientia et Veritas” (2023)[13]
- Krzyż Oficerski Narodowego Orderu Zasługi (Francja, 2014)[14]
- Nagroda im. Profesora Hugona Steinhausa (1998)[5]